# Troldekugler
Troldekugler A/S - kendt i udlandet som Trollbeads - er en dansk smykkeproducent med en verdensomspændende distribution af firmaets originale smykkekoncept. Siden 1976 har virksomheden designet, produceret og distribueret små "charms", der sættes på armbånd eller halskæder enkeltvis eller i grupper. Indtil 2001 bestod Troldekuglers kollektion udelukkende af sølv- og guldcharms, men siden er konceptet blevet udvidet til blandt andet også at omfatte ringe og øreringe. Produkterne udføres stadig i sølv og guld, såvel som i glas, ædelsten og læder. Virksomheden udgiver hvert år to store årstidskollektioner (forår og efterår), samt en række mindre kollektioner omkring mærkedage såsom Valentinsdag, Mors Dag, Allehelgensaften med videre. 
Konceptet blev udviklet i 1976 af sølvsmed Søren Nielsen, der stadig fungerer som en af firmaets hoveddesignere. Søren Nielsens søster, Lise Aagaard, grundlagde senere Troldekugler som selvstændig virksomhed under navnet Lise Aagaard Copenhagen A/S og fungerede som firmaets øverste chef indtil 2012, hvor Jan Stig Andersen tiltrådte som administrerende direktør. I samme år ændredes virksomhedens navn officielt til Troldekugler A/S. Fra januar 2017 og til marts 2019 har Patrizia Venturelli Christensen fungeret som CEO og fra marts 2019 er det Niels Robin Aagaard der står i spidsen for Troldekugler/Trollbeads som CEO.. 
Troldekugler A/S har hovedsæde på Toldbodgade i København. 

## Troldekuglers Slogan
Troldekuglers slogan er "De Originale Siden 1976", hvilket er en reference til det såkaldte "kugle på armbånd"-koncept, som Troldekugler i 1976 var de første til at udvikle kommercielt. Konceptet er stadig styrende for virksomhedens produktudvalg, der har kugler til brug på armbånd og halskæder som omdrejningspunkt.

## Produkter
Troldekugler
Fra 1976 til 2000 blev alle Troldekugler designet af Søren Nielsen, Lise Aaagard og andre medlemmer af familien. Siden 2000 har firmaet desuden i stadig stigende grad benyttet en række eksterne designere. Alle kugler er håndlavede og varierer derfor i udseende og - i glaskuglernes tilfælde - i størrelse. 
People's Bead
Troldekugler afholder hvert år en konkurrence, hvor enhver kan deltage med egne kugledesign og stemme på andres bidrag. Vinderkuglen bliver kåret til ”People's Bead” og derefter sat i produktion. I 2012 var der 11 vindere, og People's Bead blev derfor lanceret som en hel kollektion. 
Materialer
Troldekugler benytter udelukkende ædelmetaller, i skrivende stund i form af sterlingsølv til alle sølvprodukter, 22 karat bladguld til indlæg i glaskugler, 18 karat guld til kugler, ringe og låse, samt 14 karat guld til armbånd, halskæder og sikkerhedskæder. Desuden benyttes ferskvandsperler, ædelstene, læder, glas og Swarovski-krystaller.

## Internationalt
Distribution
Siden starten af 00’erne, hvor Troldekugler begyndte at markedsføre deres kugler uden for Danmarks grænser, har virksomheden udvidet sin distribution til at omfatte mere end 35 lande. Distributionen varetages i de fleste tilfælde af selvstændige virksomheder i de enkelte lande, med undtagelse af Skandinavien, USA og Rusland hvor distributionen varetages af Troldekuglers egne datterselskaber. 
Online
Troldekugler ejer en række websites dedikeret til egne produkter. Den største af disse, Trollbeads Universe, er firmaets primære tilstedeværelse på nettet. Derudover har Troldekugler profiler på sociale medier som Facebook, Twitter og Pinterest.
Socialt Engagement
Troldekugler bestræber sig på at opretholde en socialt ansvarlige profil og blev i 2012 fuldgyldigt medlem af det internationale Responsible Jewellery Council 1. Derudover har virksomheden været involveret i en række velgørende aktiviteter, blandt andet ved at finansiere projekter i Indien og Malawi med det formål at uddanne underprivilegerede mennesker i driften af et smykkefirma. I begge lande har resultatet været bæredygtige, fortsat eksisterende virksomheder.